# Waldfriedhof de Munich
Le Waldfriedhof de Munich (en allemand : Münchner Waldfriedhof) est l'un des vingt-neuf cimetières de la ville de Munich, en Bavière, en Allemagne. C'est l'un des lieux de sépulture les plus grands et plus connus de la ville en raison de son parc, de sa conception et des tombes des personnalités qui y sont enterrées. Le Waldfriedhof est le plus ancien cimetière boisé de ce type au monde.

## Historique
Le Waldfriedhof, inauguré en 1907, a été dessiné par l'architecte urbaniste Hans Grässel et est l'un des quatre grands cimetières dont les plans ont été dessinés entre 1899 à 1907 par le concepteur qui imagine ici un nouveau type de cimetière où les tombes sont insérées dans une forêt existante et où les chemins et sentiers serpentent entre les arbres. Le cimetière était prévu pour abriter à l'origine quelque 35 000 tombes.
De 1963 à 1966, le cimetière a été agrandi pour porter sa capacité à 59 000 tombes pour une superficie de 170 hectares.

### Mémorial de l'euthanasie

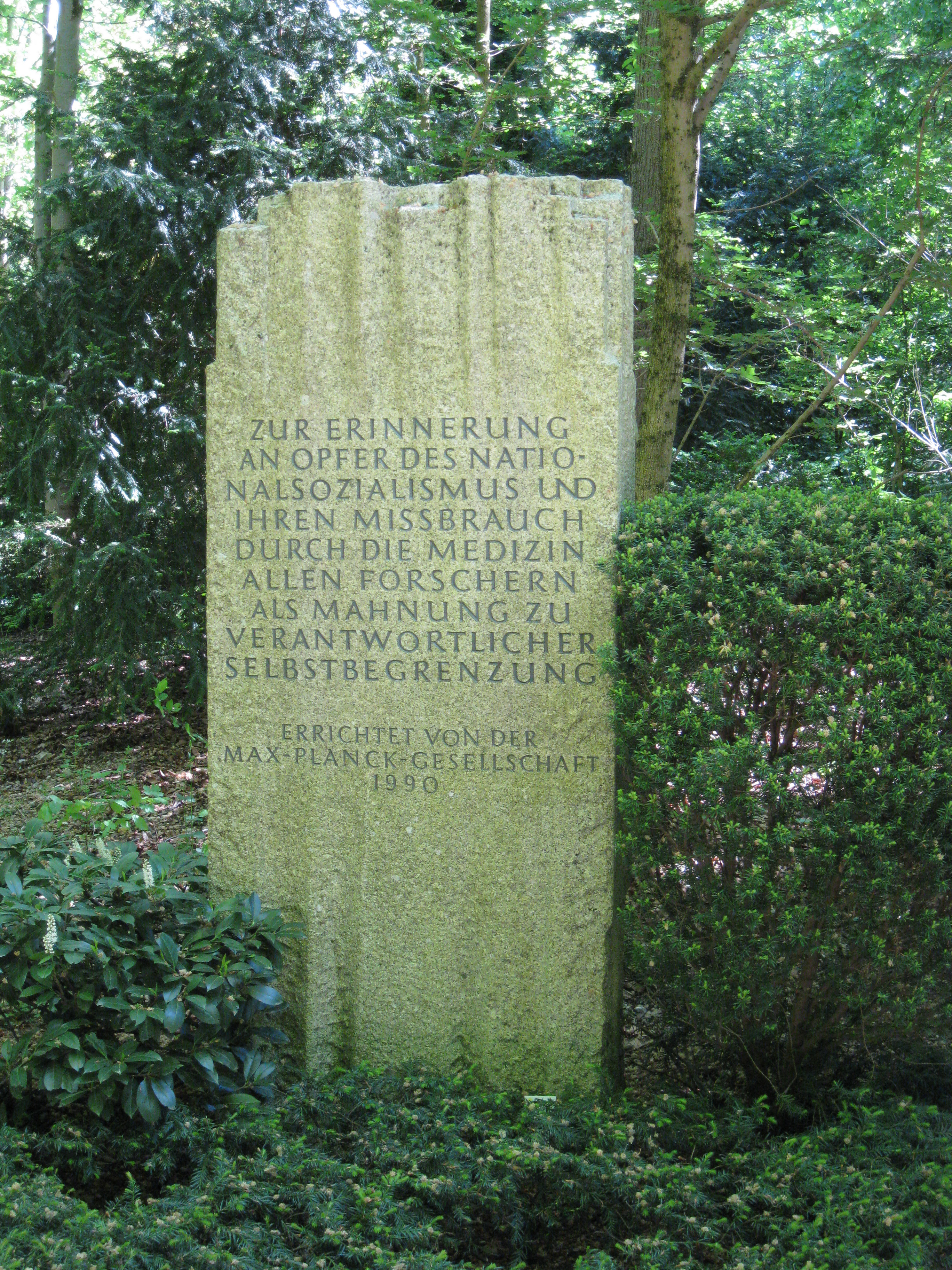
Mémorial de l'euthanasie.

Dans les années 1980, il fut prouvé que les cerveaux des victimes euthanasiées sous le régime national-socialiste ont été utilisés à des fins scientifiques à l'Institut Kaiser-Wilhelm pour la psychiatrie (de) de Munich et au Centre de recherche sur le cerveau à Berlin-Buch. Des coupes de tissus étaient toujours conservées dans les collections scientifiques de l'Institut Max Planck pour la recherche sur le cerveau (maintenant établi à Francfort), de l'Université de Francfort et de l'Institut Max Planck de psychiatrie. Ces restes humains ont été enterrés en 1990 au Waldfriedhof et un mémorial, inauguré le 25 mai de cette année, y a été érigé.

## Personnalités inhumées au cimetière

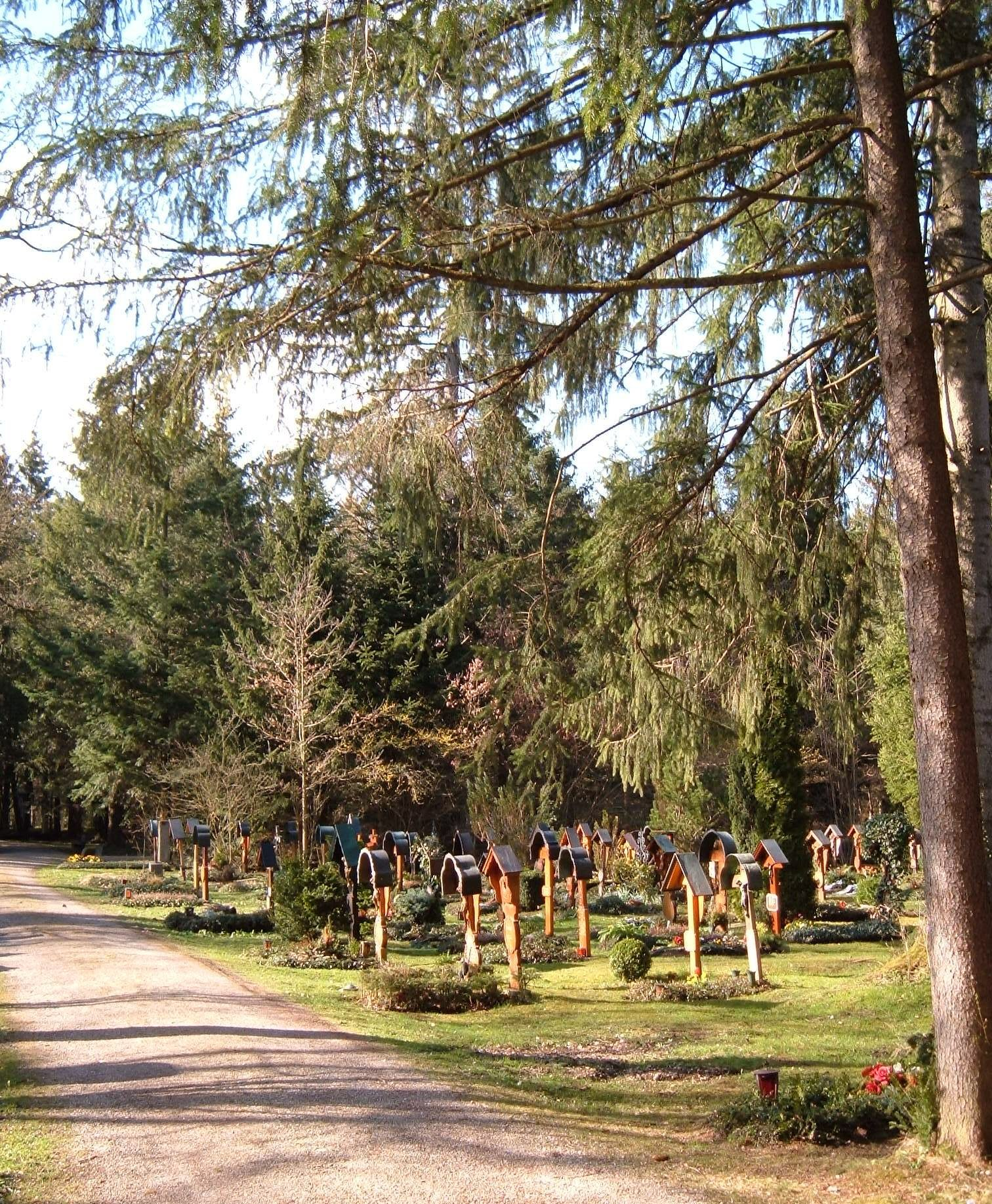
Waldfriedhof de Munich (2007).

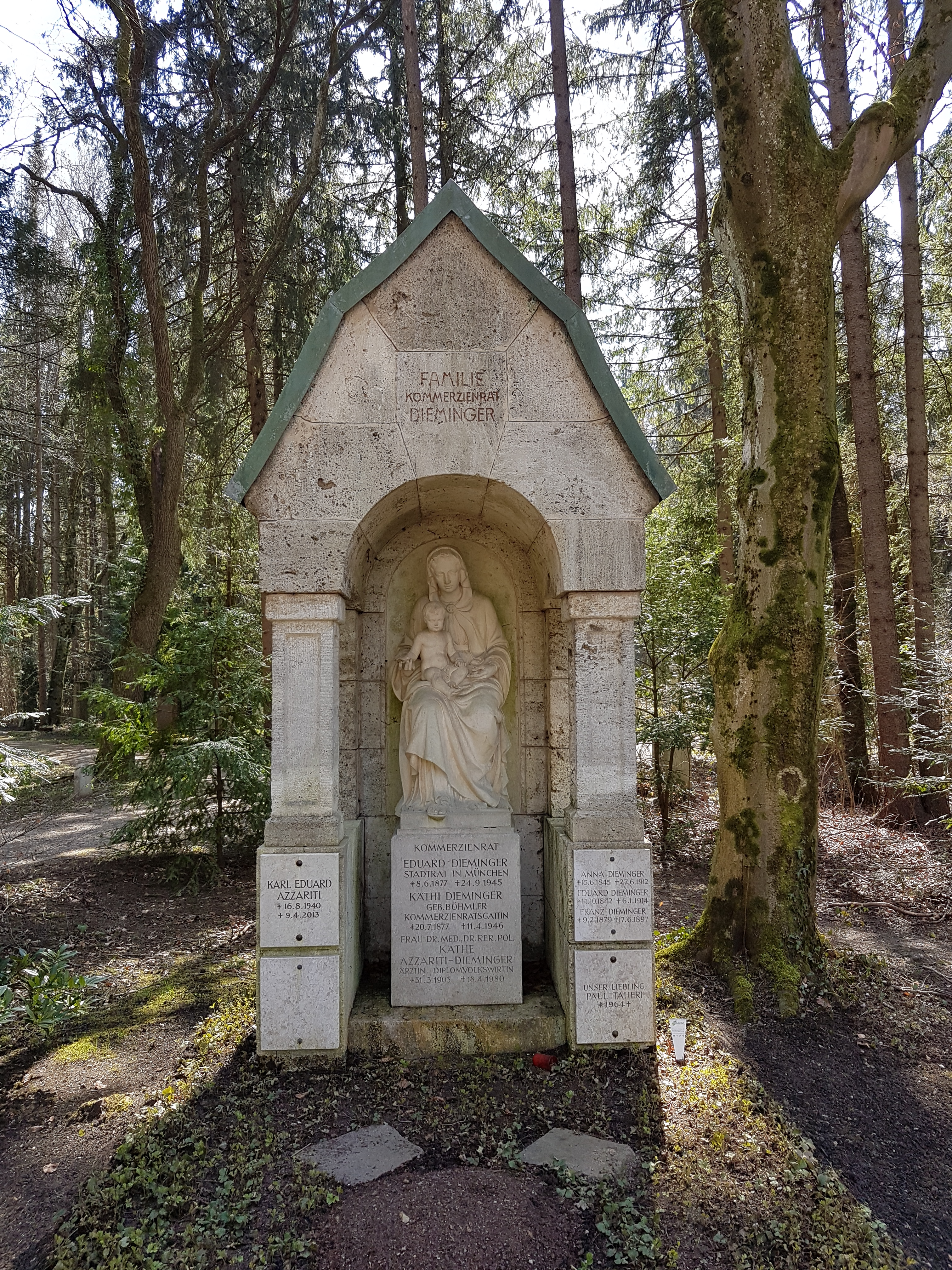
Sépulture de la famille Dieminger en forme de chapelle votive avec une statue de la Vierge à l'Enfant.

- Stepan Bandera, politicien nationaliste ukrainien
- [[Gert Fröbe]], acteur producteur allemand
- Christoph en Bavière, prince bavarois
- Günther Blumentritt, officier lors des deux Guerres mondiales
- Lena Christ, écrivain allemande
- Hans Ehard, ministre-président du land de Bavière
- Michael Ende, auteur du roman L'Histoire sans fin
- Hansjörg Felmy, acteur de cinéma et de théâtre
- Theodor Fischer, architecte
- Alfons Goppel, Premier ministre de Bavière
- Hans Grässel, architecte
- Karl Amadeus Hartmann, compositeur, auteur de huit symphonies
- Paul Hausser, général de la Seconde Guerre mondiale
- Werner Heisenberg, scientifique et lauréat du prix Nobel de physique en 1932
- Barbara Henneberger, championne de ski alpin
- Paul Heyse, écrivain et prix Nobel de littérature en 1910
- Kurt Huber, professeur d'université et membre du mouvement de Résistance La Rose Blanche
- Josef Kammhuber, général de la Luftwaffe
- Carl Krone, fondateur du cirque Krone
- Carl von Linde, ingénieur et inventeur
- Wilhelm List, maréchal de la Seconde Guerre mondiale
- Friedrich Marnet, aviateur de la Première Guerre mondiale
- Joseph Pascher, prêtre, liturgiste, théologien et professeur allemand
- Rob Pilatus, top model et chanteur
- Max Reger, compositeur, chef d'orchestre, pianiste, organiste et professeur de musique
- Albert Reich, peintre, graphiste, dessinateur et illustrateur allemand
- Leni Riefenstahl, danseuse, actrice, photographe, réalisatrice
- Josef Rodenstock, opticien et fondateur de la société Rodenstock
- Dietrich von Saucken, général de la Seconde Guerre mondiale
- Franz von Stuck, peintre Art nouveau
- Yaroslav Stetsko, Premier Ministre lors de Déclaration d'Indépendance de l'Ukraine en 1941, adjoint de Stepan Bandera dans l'OUN
- Alfred von Tirpitz, grand-amiral (deutscher Großadmiral), à l'origine de la marine impériale allemande
- Heinrich Waderé (1865-1950), sculpteur
- Frank Wedekind, dramaturge et fondateur de la revue satirique Simplicissimus
- Fritz Wunderlich, ténor
- Eduard Zorn, général de la Seconde Guerre mondiale

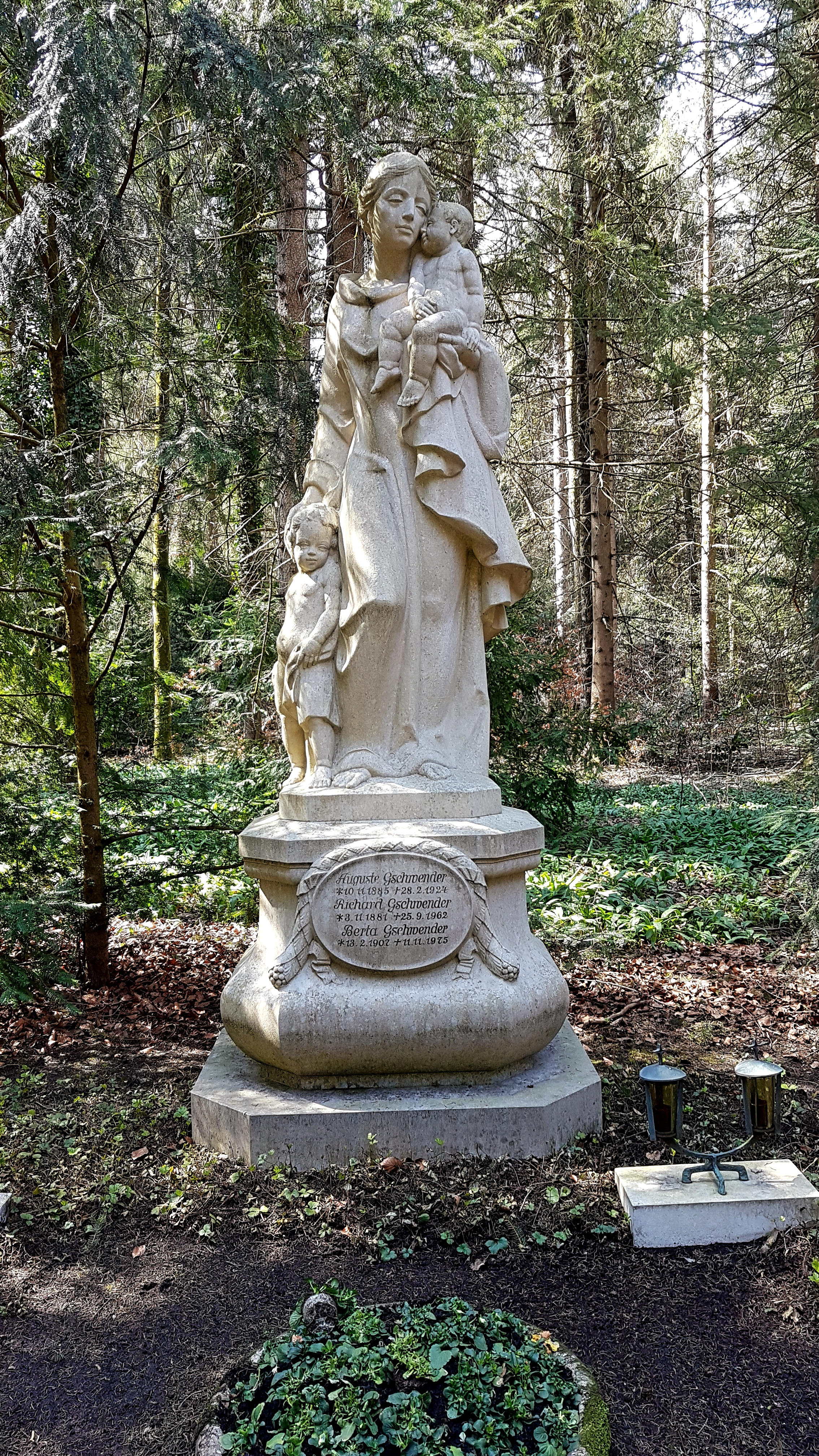
Sépulture de la famille Gschwender.
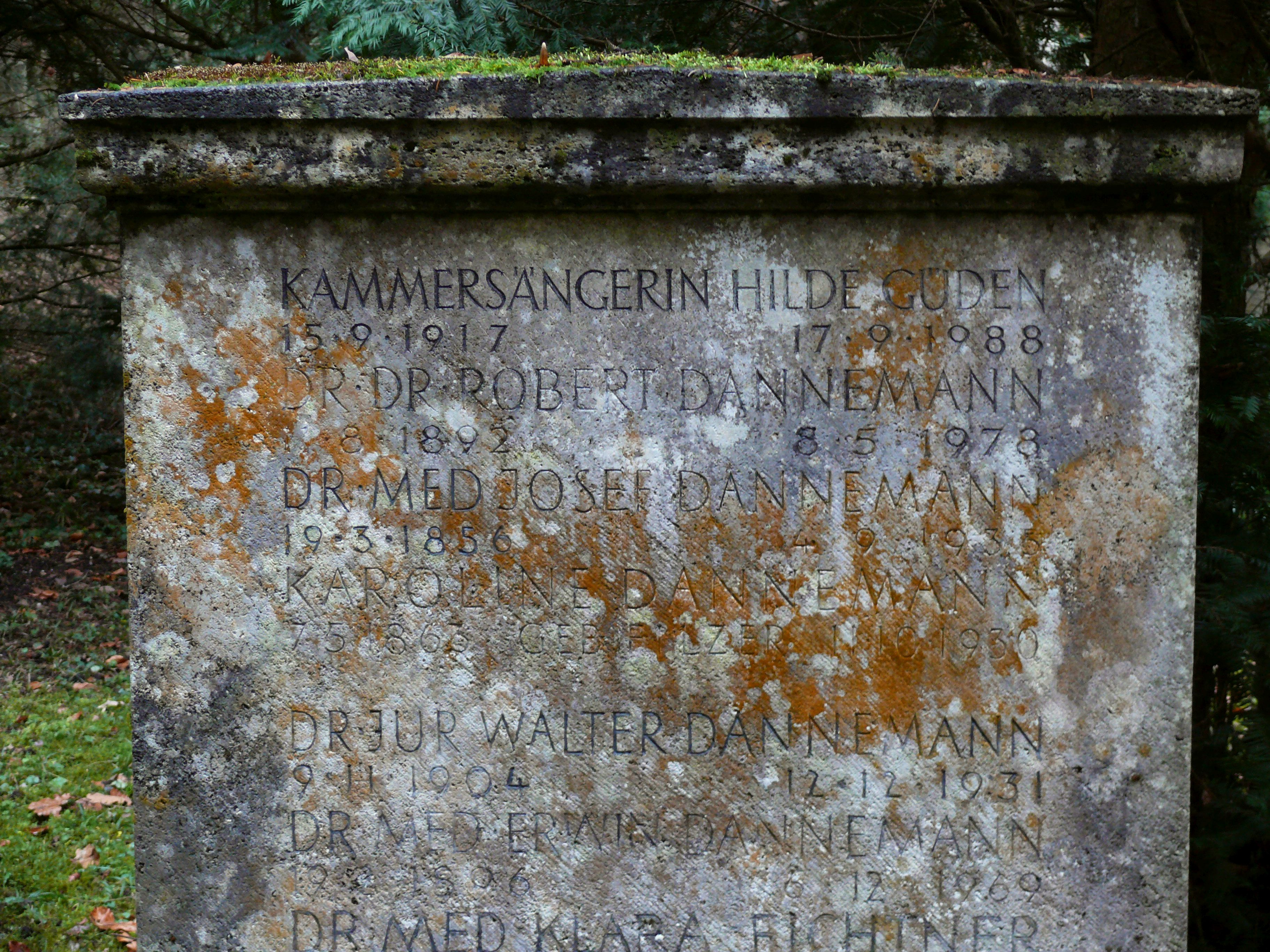
Tombe de la cantatrice Hilde Güden (1917-1988).
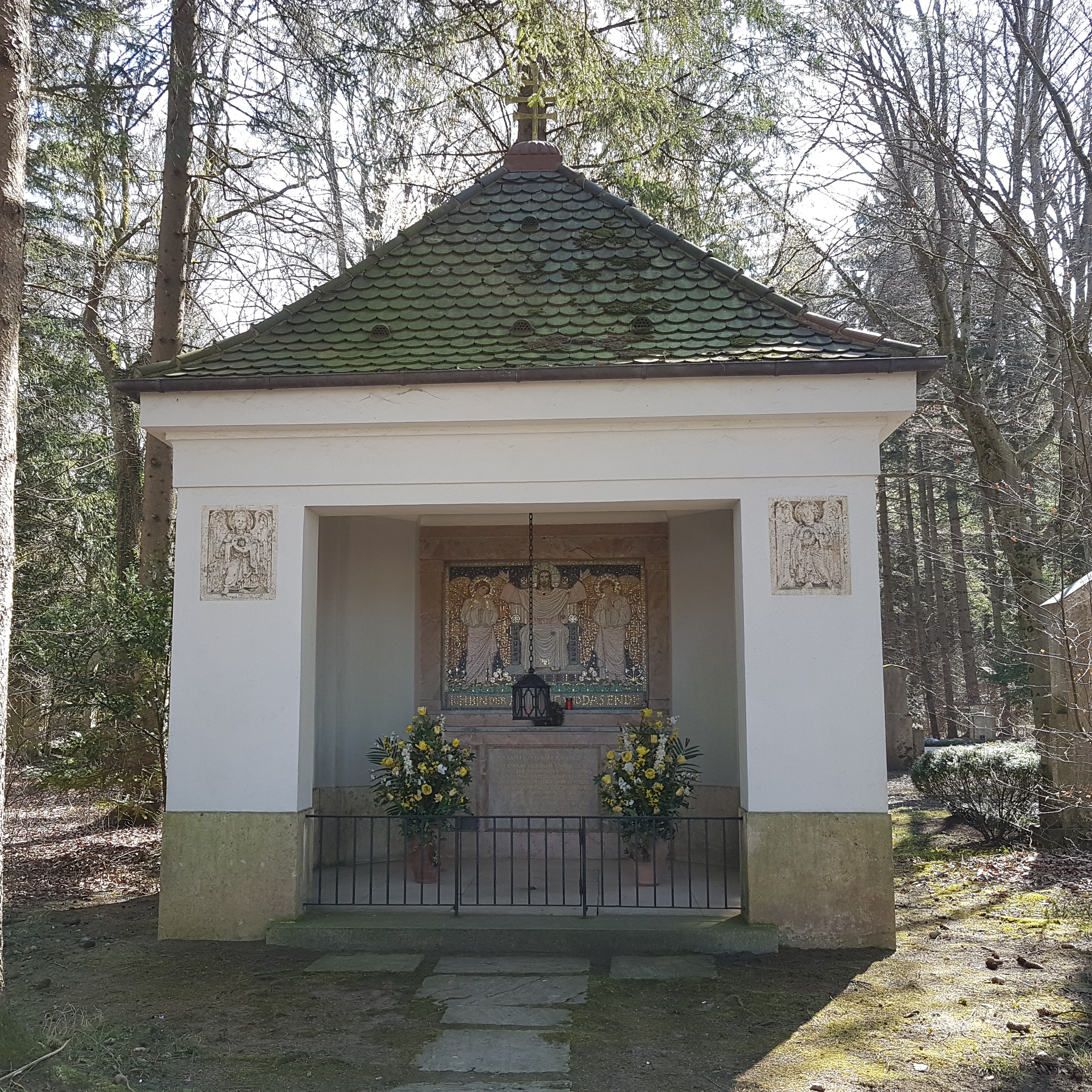
Chapelle funéraire de la famille Hinterstaller.
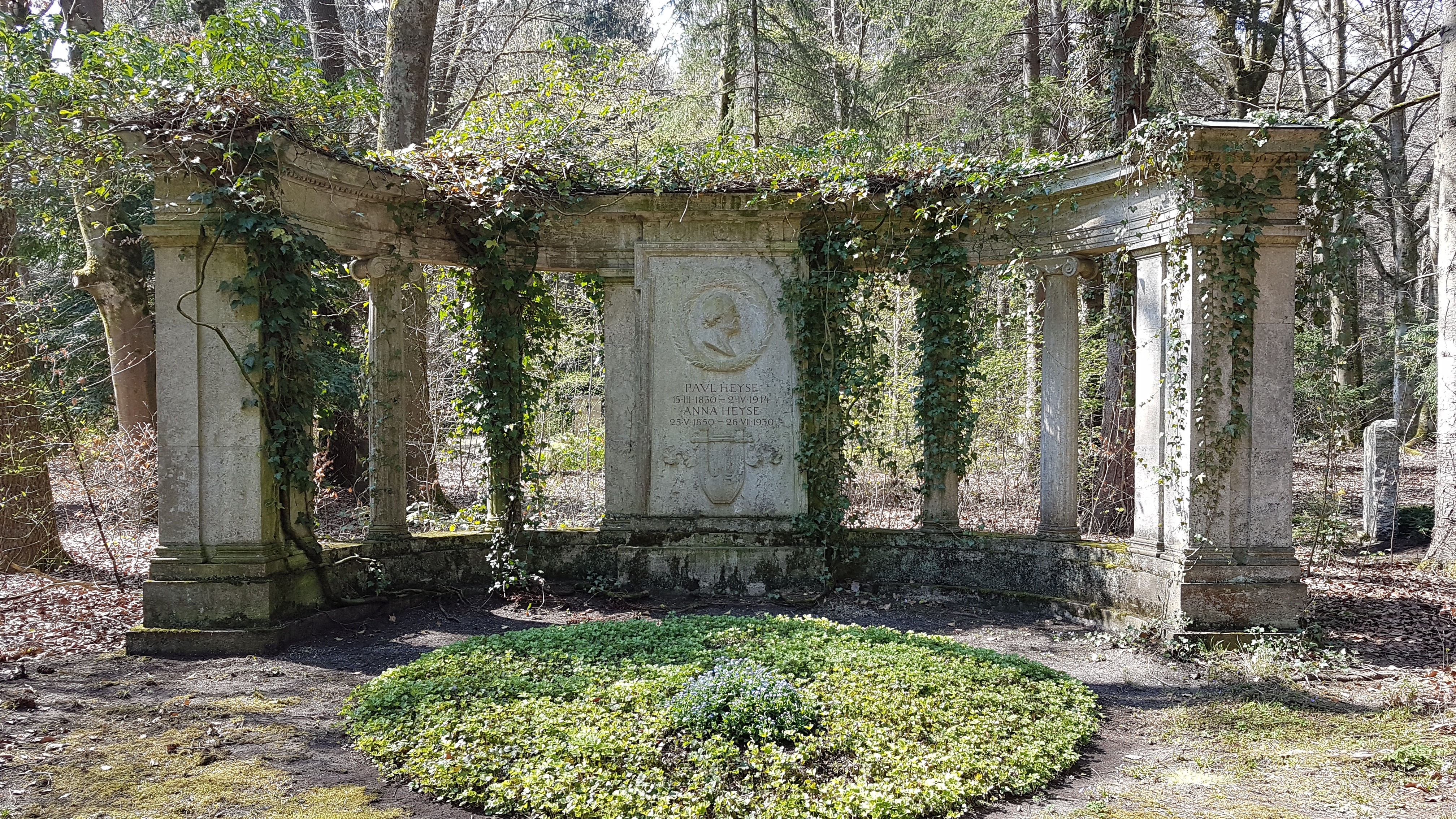
Sépulture de Paul von Heyse (1830-1914), prix Nobel de littérature en 1910.
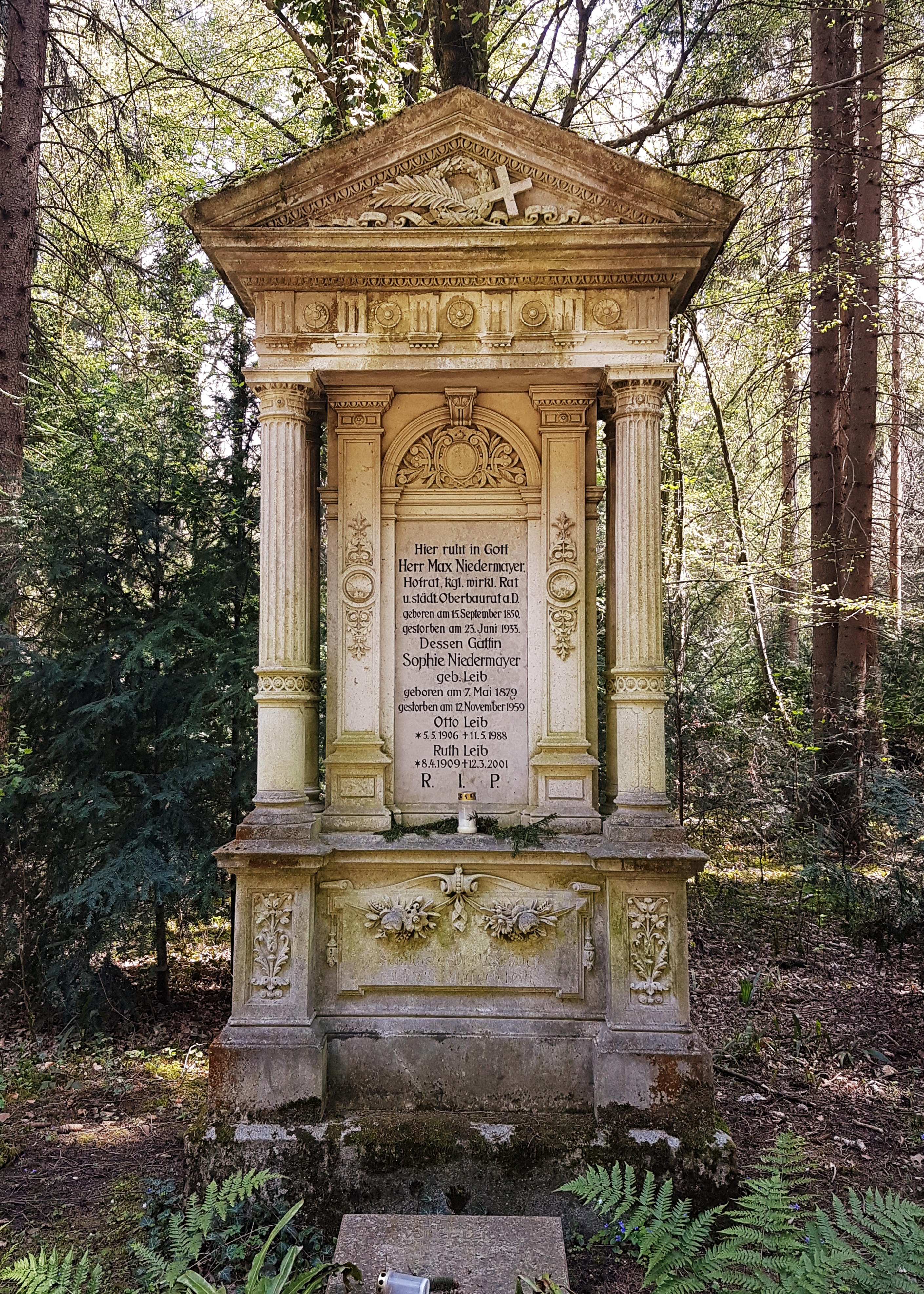
Tombe de la famille Niedermeier-Leib
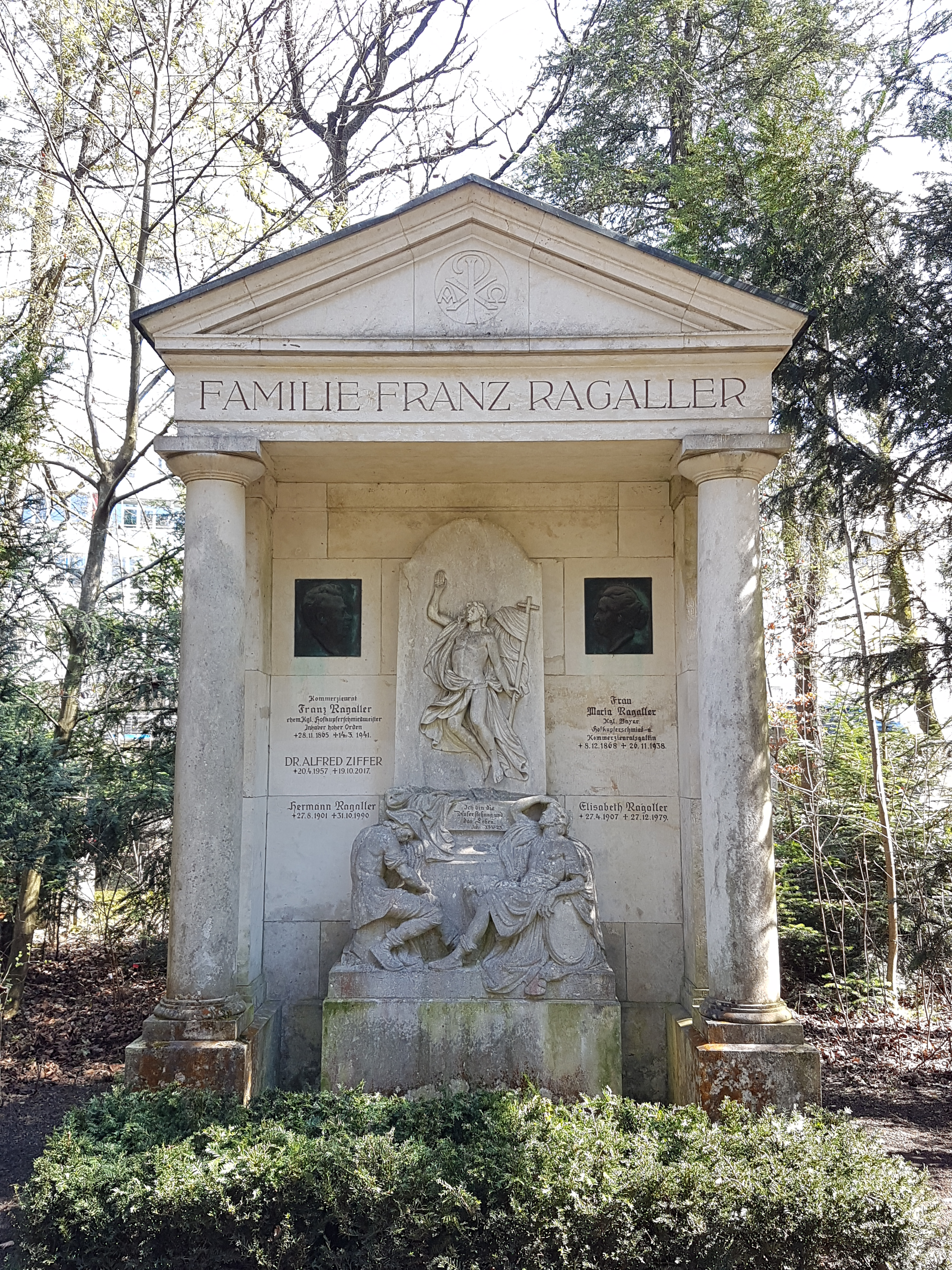
Sépulture de la famille Ragaller avec la scène en bas-relief de la Résurrection du Christ.
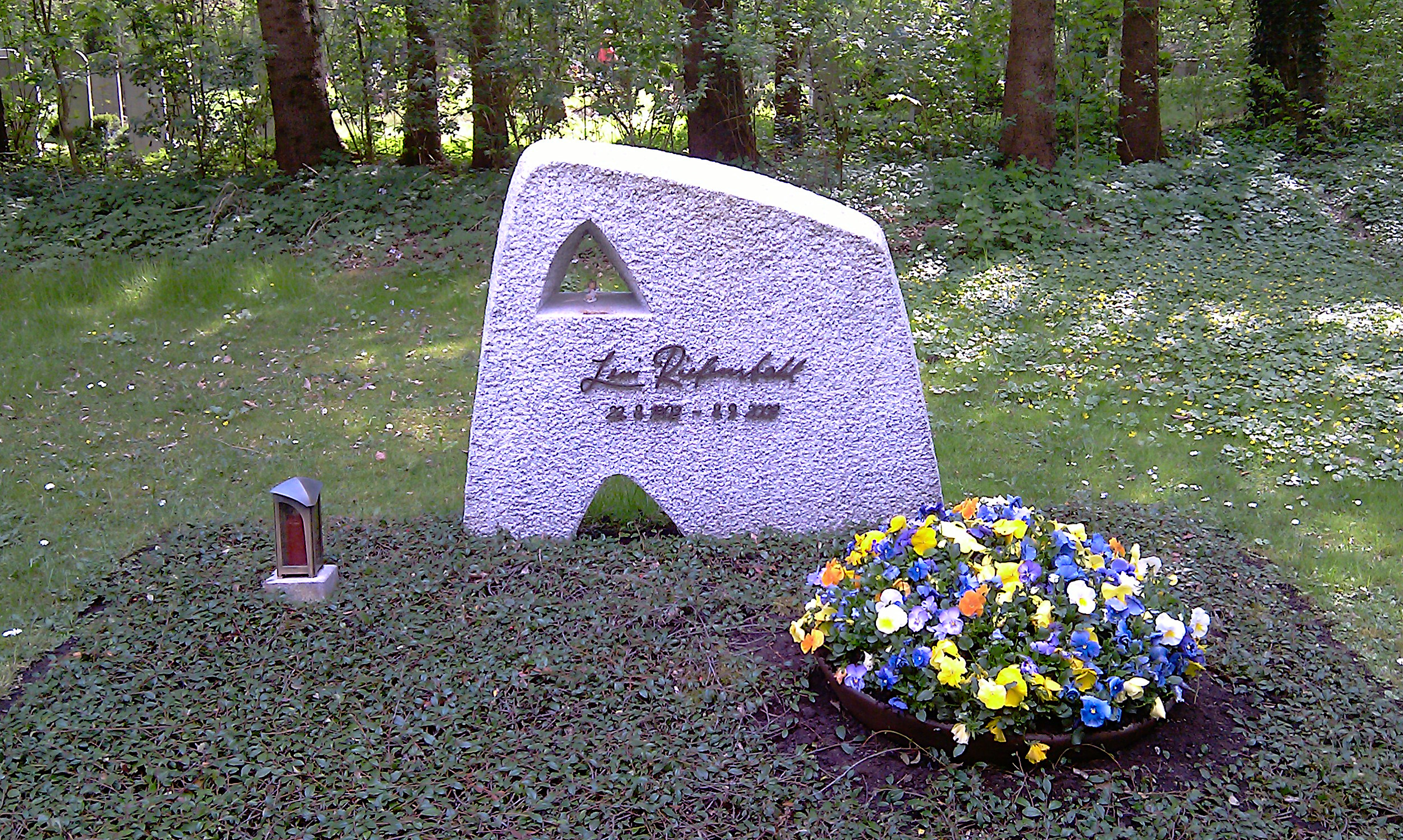
Tombe de la photographe Leni Riefenstahl (1902-2003).
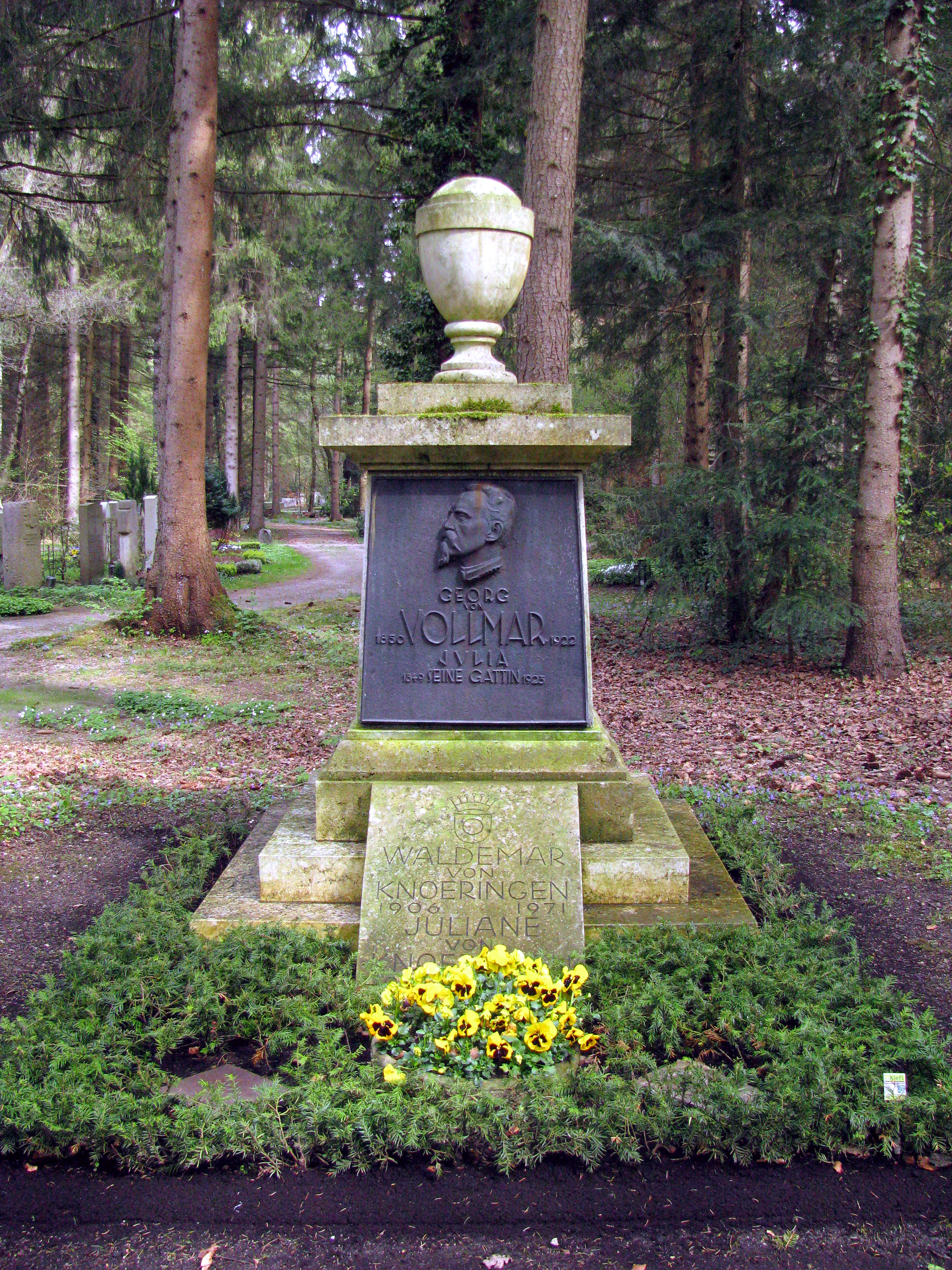
Sépulture du président du SPD bavarois Georg von Vollmar (1850-1922).
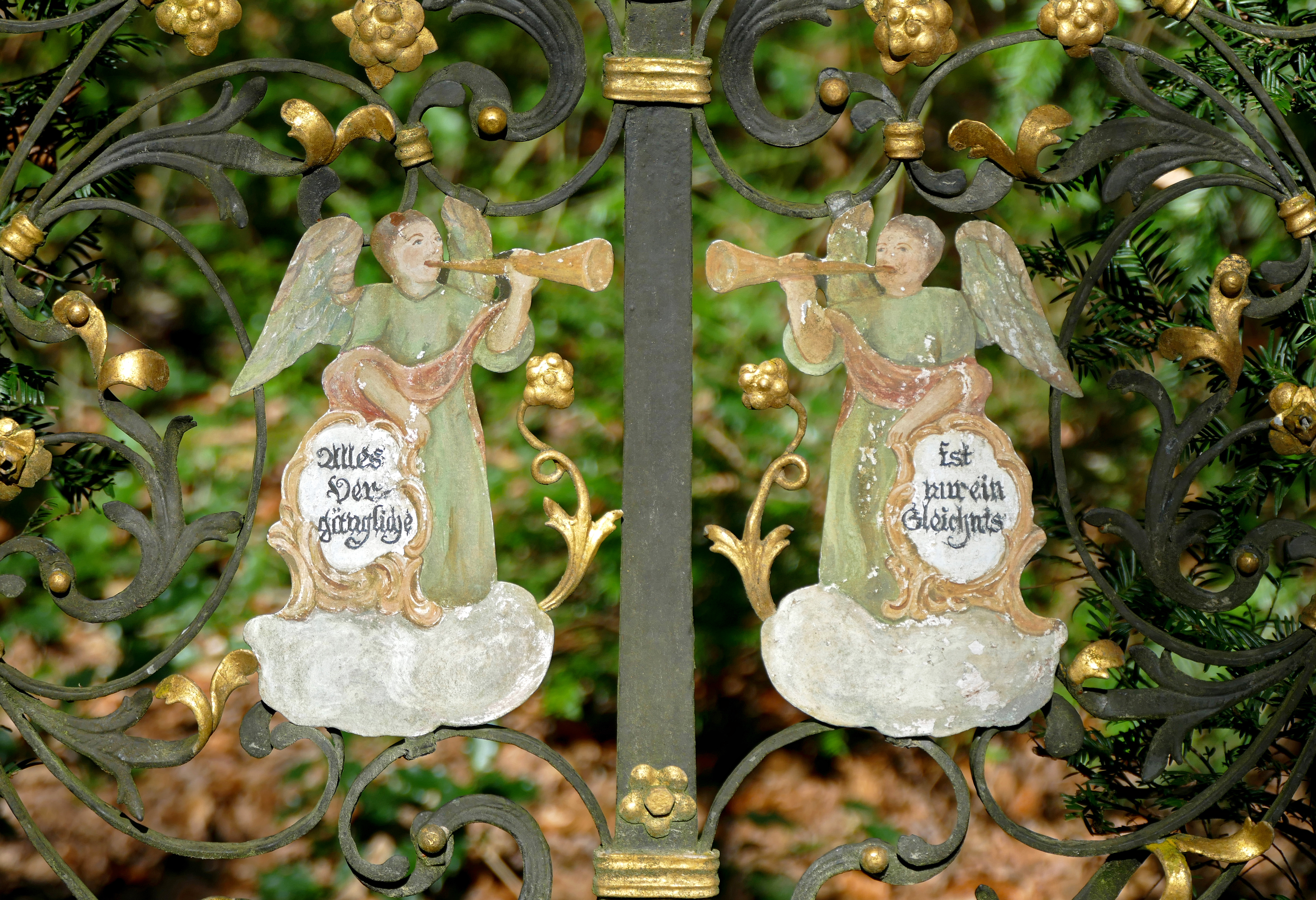
Une inscription sur une tombe du Waldfriedhof. Sur l'une : « Alles vergängliche », Tout est éphémère ; sur l'autre  : « ist nur ein Gleichnis », C'est une allégorie. Février 2023.

## Cimetière militaire italien

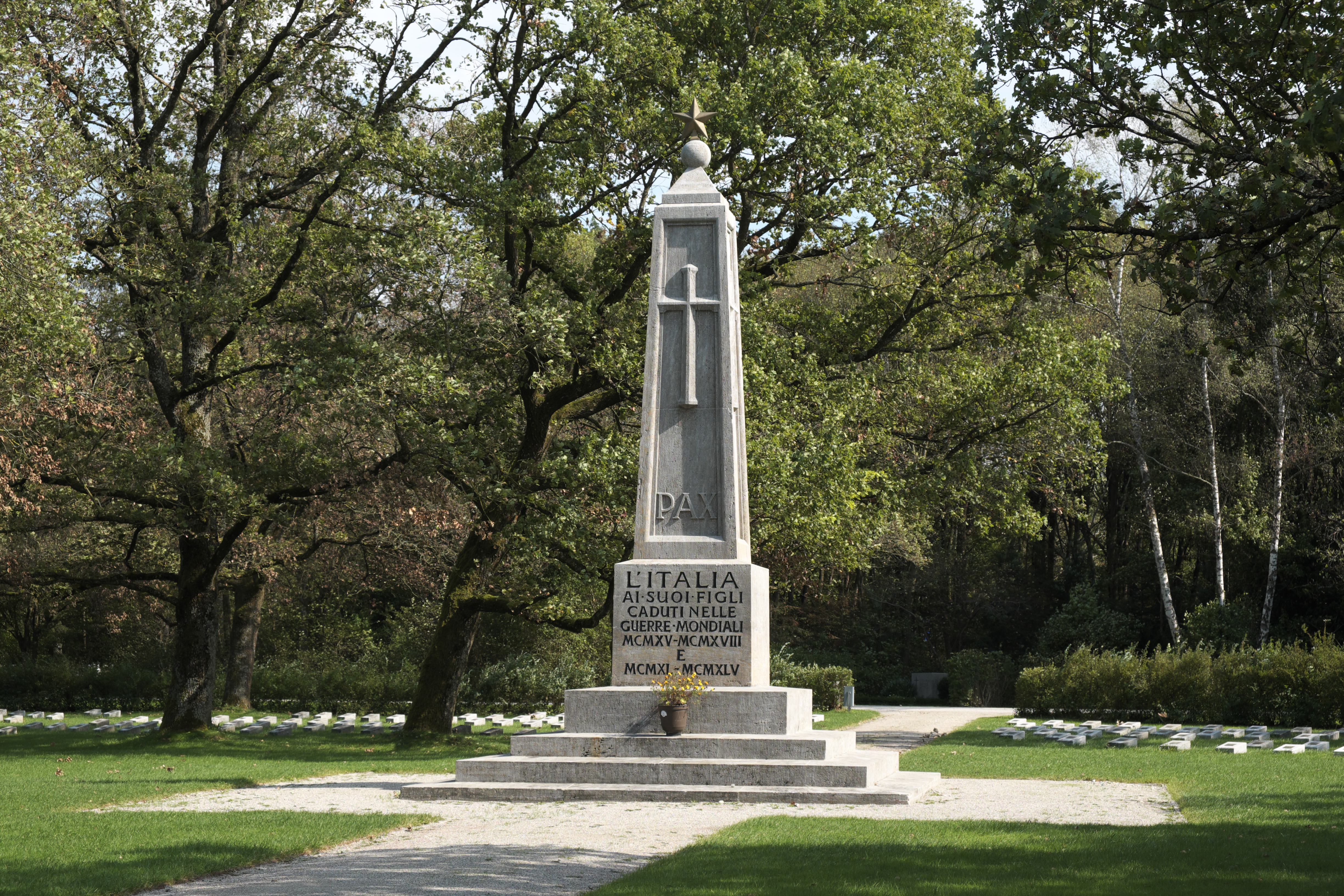
Monument italien au milieu du cimetière militaire italien.

Le Waldfriedhof de Munich a la particularité d'abriter un immense cimetière militaire italien avec des milliers de tombes de soldats italiens morts pendant les deux guerres mondiales.

## Autres cimetières boisés
De nombreux cimetières portent le nom de Waldfriedhof, comme ceux de Berlin (Waldfriedhof Heerstrasse), de Dresde ou d'Aix-la-Chapelle en Allemagne. Il en existe également en Suisse, en Pologne, en Estonie et en Tchéquie.